# Honor Ford-Smith
Honor Maria Ford-Smith (sinh năm 1951, Montreal, Quebec, Canada) là một nữ diễn viên, nhà viết kịch, học giả và nhà thơ người Jamaica. Con gái của một bà mẹ người Jamaica da nâu và một người cha người Anh, Ford-Smith đôi khi được mô tả là "Jamaica trắng", báo hiệu một người thuộc chủng tộc hỗn hợp xuất hiện màu trắng.
Ford-Smith, người học ngành sân khấu tại Đại học Wisconsin, Madison, là người đồng sáng lập và giám đốc nghệ thuật của Sistren, một tập thể nhà hát của phụ nữ Jamaica thuộc tầng lớp lao động được thành lập vào năm 1977. Sistren đã tạo ra các vở kịch của riêng mình, và biểu diễn ở Jamaica và nước ngoài; nhóm cũng đã làm việc rộng rãi trong nhà hát cộng đồng và giáo dục phổ biến, đặc biệt là xung quanh các vấn đề ảnh hưởng đến phụ nữ. Sistren đóng một vai trò hàng đầu trong phong trào phụ nữ Caribbean, cung cấp phân tích nữ quyền về các vấn đề phụ nữ ở Jamaica và tham gia vào các liên minh xuyên quốc gia với các tổ chức phụ nữ ở khu vực Caribbean, Bắc Mỹ, Anh và Châu Âu. Ford-Smith cũng là một thành viên của công ty Nhà hát Groundwork, được thành lập vào năm 1980 với tư cách là cánh tay chính của Trường Sân khấu Jamaica; nó đã trở thành một công ty tự trị vào năm 1987.
Bà đã biên tập và đóng góp cho cuốn sách của Sistren Lionheart Gal: Life Story of Jamaican Women, xuất bản năm 1986 và phát hành lại, với một lời bạt mới của Ford-Smith, vào năm 2005. Tập thơ của bà, My Last's Last Dance, xuất hiện năm 1996. Trong số đó, nhiều dự án sân khấu của bà là bản chuyển thể kịch tính của điệu nhảy cuối cùng của mẹ tôi và Just Jazz, bản chuyển thể từ Let Them Call It Jazz của Jean Rhys. Ford-Smith là một người mẹ sáng lập của Hiệp hội nghiên cứu và hành động nữ quyền Caribbean (CAFRA) 
Ford-Smith chuyển đến Toronto năm 1991, nhận bằng tiến sĩ giáo dục tại Đại học Toronto năm 2004. bà tiếp tục viết, làm việc trong nhà hát và giảng dạy tại Toronto.
bà giảng dạy tại Đại học York ở Toronto thuộc Khoa Nghiên cứu Môi trường.